# Tomoya Inukai
Tomoya Inukai (犬飼 智也, Inukai Tomoya), né le 12 mai 1993 dans la préfecture de Shizuoka au Japon est un footballeur japonais. Il évolue au poste de défenseur central au Urawa Red Diamonds.

## Biographie
Le 25 décembre 2021 est annoncé le transfert de Tomoya Inukai au Urawa Red Diamonds.